# Ralph Percy, 12.º Duque de Northumberland
Ralph George Algernon Percy, 12.º Duque de Northumberland, DL (16 de novembro de 1956) é um nobre britânico.
É o segundo filho de Hugh Percy, 10.º Duque de Northumberland e de Lady Elizabeth Montagu-Douglas-Scott. Em 1979, Ralph Percy casou-se com Isobel Jane Richard, com quem teve quatro filhos:
- Lady Catherine Sarah Percy (23 de junho de 1982)
- George Dominic Percy, Conde Percy (4 de maio de 1984)
- Lady Melissa Jane Percy (20 de maio de 1987)
- Lorde Max Ralph Percy (26 de maio de 1990) casou-se com a princesa Nora de Oettingen-Spielberg em 15 de julho de 2017.

## Relações
- Uma de suas sobrinhas, Lucy Caroline Cuthbert, casado príncipe saudita Khalid bin Bandar bin Sultan Al Saud em 2011.
- Richard Scott, 10.º Duque de Buccleuch, é um primo por parte da mãe do duque.
- Charles Gordon-Lennox, 11.° Duque de Richmond, é um primo sexto grau por parte de pai do duque.

Em 1995, com a morte do irmão mais velho, herdou o título Duque de Northumberland. Seu nome foi colocado como o 163.º na Lista dos Ricos do Sunday Times de 2005, com uma fortuna estimada em £300 milhões de libras esterlinas. Percy e sua família vivem no Castelo de Alnwick.